# Vasilij Anisimov
Vasilij Vasiljevitj Anisimov, ryska: Василий Васильевич Анисимов, född 19 september 1951, är en kazakiskfödd rysk företagsledare som är grundare och VD för fastighetsbolaget Coalco.
Anisimov avlade en kandidatexamen i nationalekonomi vid Alma-Atinskij Institut Narodnoro Choziaistva.
På slutet av 1980-talet var han VD för partihandelsföretaget Direktorom Moskovskogo Roschoztorga som sålde maskinvaror. På 1990-talet började han investera i aluminiumproducenter och banker via Coalco, med tiden expanderade företaget i andra branscher såsom fastighetsbranschen. År 2000 blev han stämd av oligarken Michail Chodorkovskij och tvingades att sälja av alla sina tillgångar. I december 2004 köpte Anisimov och en annan oligark Alisjer Usmanov 97,6% av Michajlovskij Gorno-Obogatitenyj Kombinat i Kursk oblast, som var då Rysslands näst största metallförädlingsanläggning. Två år senare fusionerade de två metallförädlingsanläggningen med Gazmetall, som ägdes till 50% av Usmanov. I Gazmetall ingick det redan sex företag, fem ryska och ett moldaviskt och de nämnvärda var Rysslands största metallförädlingsanläggning Lebedinskij Gorno-Obogatitenyj Kombinat i Belgorod oblast samt en av Rysslands största stålproducenter i Uralskaja Stal. Företaget fick namnet Metalloinvest, i december 2011 sålde Anisimov sin andel på 20% i Metalloinvest till banken VTB för mellan två och tre miljarder amerikanska dollar.
Han är vän med oligarken Arkadij Rotenberg. Hans ex-fru Galina och en av hans döttrar Anna Schafer, som är skådespelerska och före detta fotomodell, bor båda i New York, New York i USA. Dottern är mest känd i USA som "den rysk-amerikanska Paris Hilton" för hennes tid som societetsdam, skrytsamma leverne och syntes ofta i tabloidpressen. År 2000 drabbades Anisimov av en familjetragedi när hans andra dotter och dennes make hittades mördade i deras hem i Jekaterinburg. Inbrottstjuvar hade tagit sig in i hemmet och bakbundit de två, dottern hade börjat skrika att hon var Vasilij Anisimovs dotter och inbrottstjuvarna hade efter de insett vem de hade brutit sig in hos, knivmördat de två i ren panikåtgärd för att röja vittnen till händelsen. Anisimov ägde superyachten Saint Nicolas men den lades upp till försäljning år 2017. I slutet av 2018 såldes superyachten för 46,7 miljoner euro. Han är också ordförande för det ryska judoförbundet.
Den amerikanska ekonomitidskriften Forbes rankade Anisimov till att vara världens 1 894:e rikaste med en förmögenhet på 1,7 miljarder dollar för den 8 oktober 2021.